# Haematobosca aurata
Haematobosca aurata är en tvåvingeart som beskrevs av Adrian C. Pont och Mihok 2000. Haematobosca aurata ingår i släktet Haematobosca och familjen husflugor.
Artens utbredningsområde är Kenya. Inga underarter finns listade i Catalogue of Life.